# 트레이시 딘위디

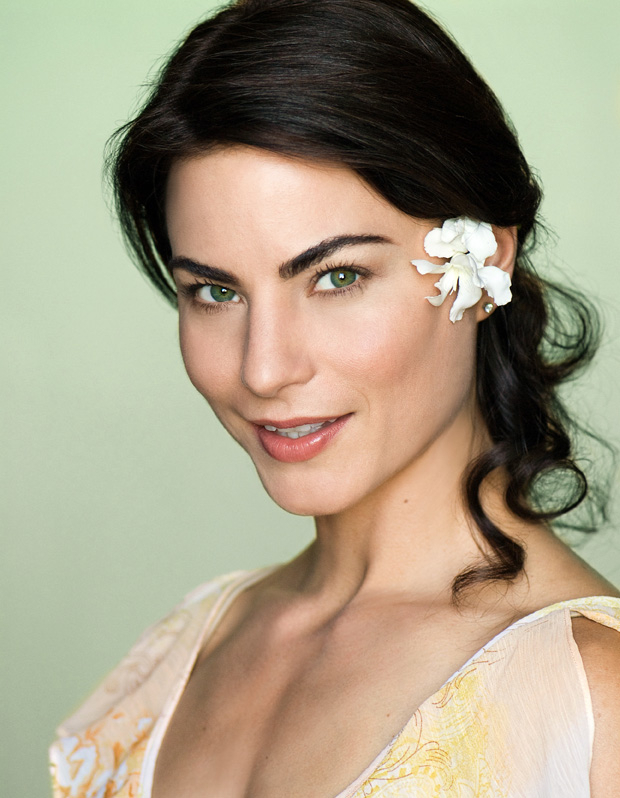

트레이시 딘위디(Traci Dinwiddie, 1973년 12월 22일 ~ )는 미국의 배우, 텔레비전 배우, 영화배우이다.
앵커리지에서 태어났다.

## 영화
- 데스티니 로드 (2012년) - 피오나 역
- Y: 더 라스트 맨 라이징 (2012년) - 빅토리아 역
- 투게더 (2011년)
- 조셉 고든-레빗의 69채널 (2010년) - 매들린 역
- 오픈 유어 아이즈 (2008년)
- 스물 일곱살의 록스타 (2008년)
- 더 터치 (2007년) - 레니 역
- 미스터 브룩스 (2007년)
- 사랑을 찾아라 (2006년)
- 더 피그스 (2005년)
- 수퍼내추럴 시즌1 (2005년)
- 포기븐 (2005년)
- 엔드 오브 스피어 (2005년)
- 레드민스고 (2005년)
- 올 더 리얼 걸스 (2003년)
- 레오 (2002년)
- 썸머 캐치 (2001년)
- 도슨의 청춘일기 (1998년)